# عیون‌العتروس
عیون العتروس (به عربی: العیون) شهری در موریتانی و مرکز استان حوض غربی است. عیون العتروس ۱۱٬۸۶۷ نفر جمعیت دارد و ۲۵۹ متر بالاتر از سطح دریا واقع شده‌است.